# Sphingonotus zhangi
Sphingonotus zhangi är en insektsart som beskrevs av Xu, Shengquan och Z. Zheng 2007. Sphingonotus zhangi ingår i släktet Sphingonotus och familjen gräshoppor. Inga underarter finns listade i Catalogue of Life.